# 馬來西亞語言

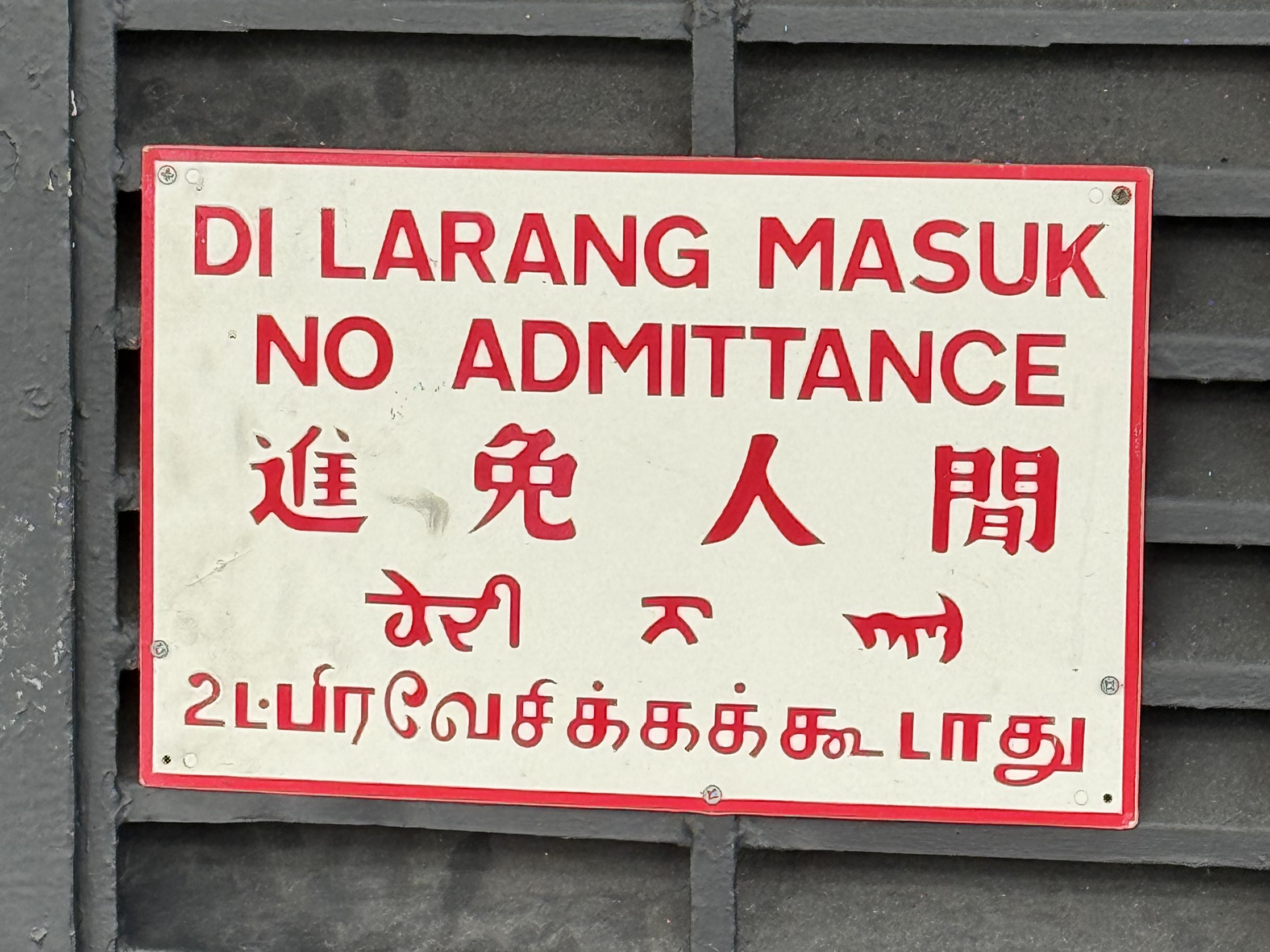
马来西亚亚庇的一处多语言“闲人免进”标识牌，从上至下依次为马来文、英文、繁体中文、旁遮普文、泰米尔文

马来西亚有137种語言，其中有41种語言通行於马来西亚半岛。大部分语言属于南亞語系之孟高棉语族或南島語系之马来-波利尼西亚语族。马来西亚的主要民族是马来人、华人和印度人，還有人口相對少數的族群如伊班人、卡達山杜順人等，每个民族都有自己的语言。最主要使用的四種語言是馬來語、英語、华语及坦米爾語。马来语是馬來西亞的官方語言，亦是其國家語言，為马来族的母语，是中小學的必修課。东马来西亚分佈最廣的本地語言是伊班语、杜顺语和卡达山语。英语廣泛應用於服务行业，亦是中小学的必修课，它也是大多数私立学院和大学使用的主要语言。在沙巴和砂拉越，英语仍是當地的官方工作语言。
馬來西亞華人大多能使用華語（現代標準漢語）、英語及馬來語，而漢語分支主要包括閩南語（泉漳話及潮州話）、客語（客家話）、粵語（廣東話）、閩北語（建甌話）、閩東話（福州話）等，其中以閩南語約有兩百萬使用者為最多。檳城、霹靂北部、吉打和玻璃市主要使用閩南語，客語在沙巴占主導地位。而怡保和吉隆坡則主要使用粵語。華語是華人學校所使用的語言及重要的商業用語，1960年，馬來西亞的部分中小學教育開始使用華語授課，1983年，馬來西亞華語改使用簡體字，並以漢語拼音取代注音符號。
馬來西亞英語源自於英式英語，是馬來西亞官方認可的語言，也是商業上使用的語言。口語的馬來西亞式英語包含許多來自其他語言的詞彙，這種英語也被稱為「Manglish」，但馬來西亞政府不鼓勵使用這種混合語，大多數馬來西亞人都能說流利的英語。直到1969年，英語一直是政府的主要語言。根據2003年时任首相马哈迪·莫哈末推出的英语教数理科政策（PPSMI），公立學校的數學和科學以英語教授，但在2012年恢復為馬來語。

## 外部連結
- {{URL|example.com|可选的显示文本}}
- storystudio.tw/article/gushi/language-of-malaysia/
- 2017s.pbworks.com/w/file/fetch/120804849/s11-%E7%8E%8B%E7%BE%8E%E5%A9%B7-%E8%AA%9E%E8%A8%80%E8%AE%8A%E9%81%B7.pdf
- www.thenewslens.com/article/26653
- global.udn.com/global_vision/story/8664/5393329
- {{URL|example.com|可选的显示文本}}
- ijmland.com/MM2H/hk-zh/overview-zh.aspx
- crossing.cw.com.tw/article/11487